# Char M46 Patton

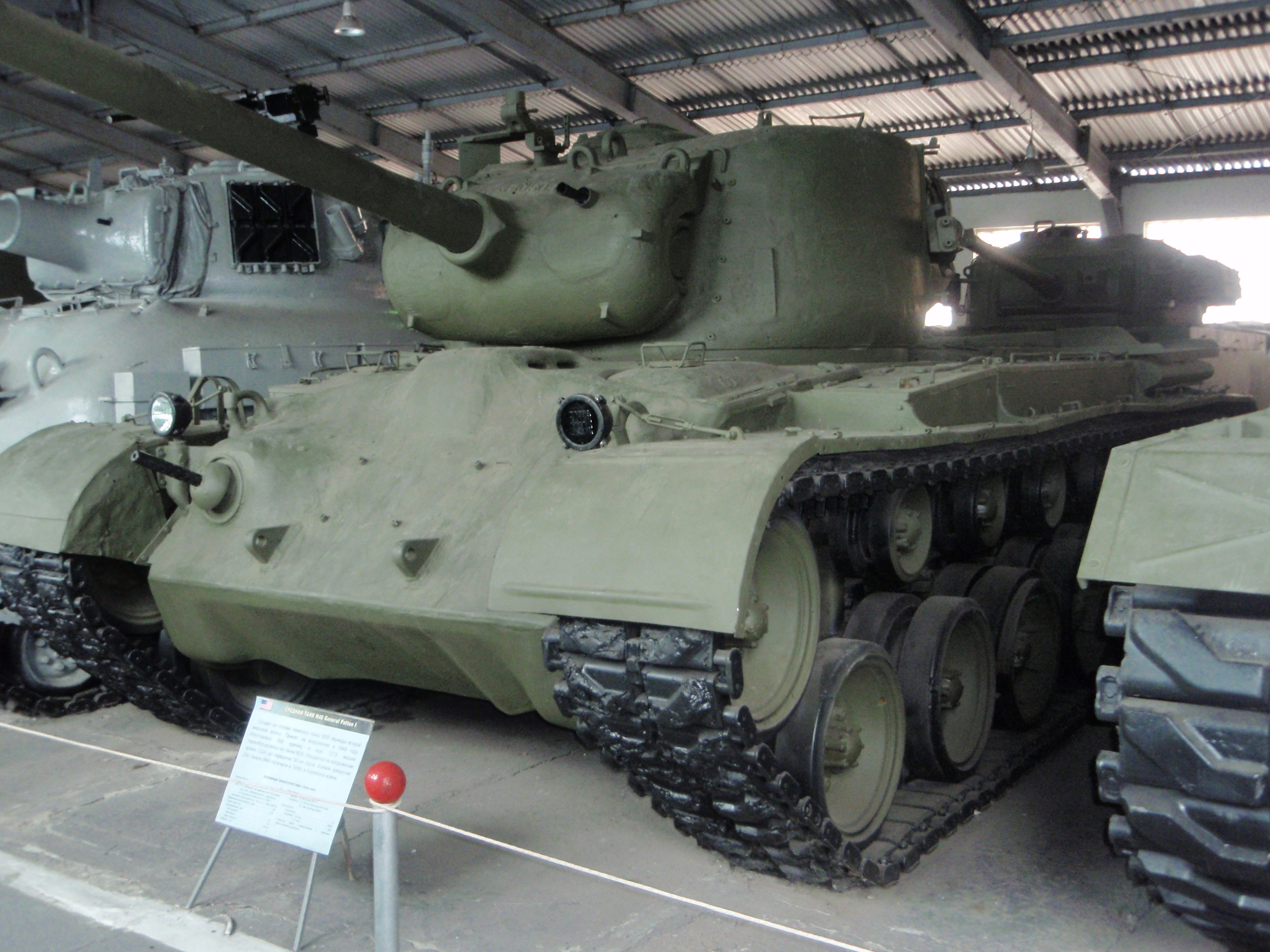
M46 Patton au Musée des blindés de Koubinka, Russie

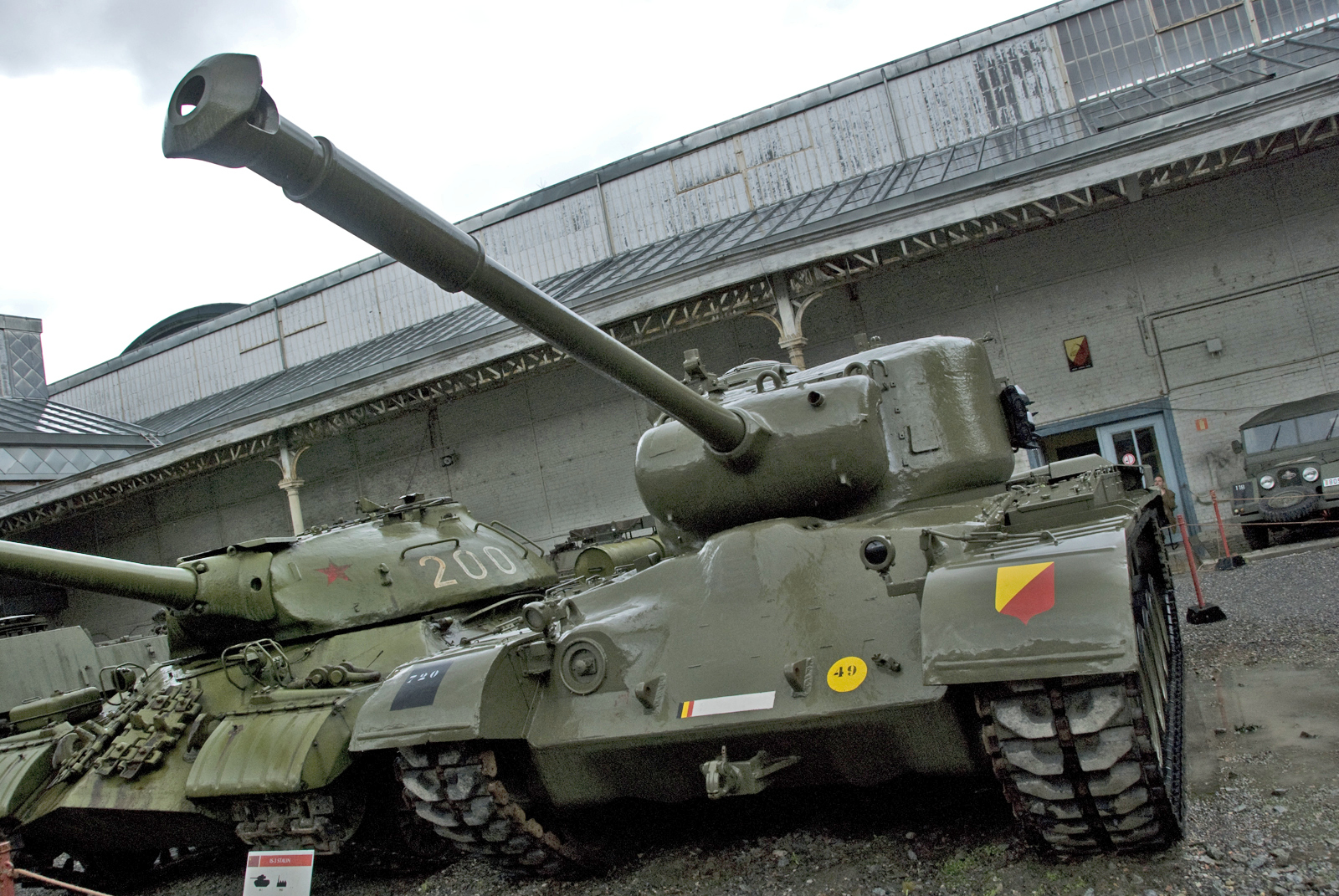
M46 Patton au Musée royal de l'armée et de l'histoire militaire, Bruxelles, Belgique

Le M46 Patton est le premier char d'assaut de la série portant le nom du général Patton.

## Caractéristiques

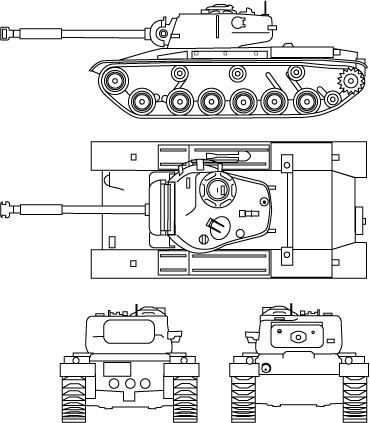
Plans trois vues du M46.

C'est en fait un M26 Pershing muni d'un nouveau moteur Continental AV1790 (en)-3 de 810 ch et d'une nouvelle transmission Allison CD-850-1 « Cross-Drive ». D'autres modifications mineures caractérisent ce blindé : canon M3A1 avec évacuateur de fumée et frein de bouche à simple chicane, greffe d'un rouleau de tension entre le barbotin et la dernière roue de route, plage moteur redessinée et silencieux d'échappement placés sur les garde-boue. Il fut construit à 1 157 exemplaires toutes versions confondues à partir de 1949 par le Detroit Tank Arsenal et servit lors de la guerre de Corée. 19 des 97 T-34 détruits par des chars américains entre juillet et novembre 1950 l'ont été par des M46 Patton. Il sert jusqu'en 1957 dans les forces américaines, et a été livré à la Belgique, la France et l'Italie pour l’entraînement à l'arrivée des chars M47.

## Sources